# (24409) Caninquinn
(24409) Caninquinn est un astéroïde de la ceinture principale d'astéroïdes.

## Description
(24409) Caninquinn est un astéroïde de la ceinture principale d'astéroïdes. Il fut découvert le 5 janvier 2000 à Socorro (Nouveau-Mexique) par le projet LINEAR. Il présente une orbite caractérisée par un demi-grand axe de 3,16 UA, une excentricité de 0,13 et une inclinaison de 0,5° par rapport à l'écliptique.

## Compléments